# Michael Che
Michael Che Campbell (New York, 19 mei 1983 is een Amerikaanse stand-upcomedian, acteur en schrijver. Hij is vooral bekend van zijn werk bij Saturday Night Live, waar hij werkt als mede-presentator en -schrijver bij Weekend Update. Che presenteerde samen met Colin Jost de 70ste Primetime Emmy Awards.
Che was korte tijd correspondent voor The Daily Show met Jon Stewart en werkte eerder als schrijver voor Saturday Night Live. Eind september 2014 werd hij medepresentator van Weekend Update voor het 40e seizoen van Saturday Night Live naast Colin Jost, ter vervanging van Cecily Strong.

## Levensloop

### Vroege leven
Michael Che Campbell werd geboren in het New Yorkse stadsdeel Manhattan, als jongste van zeven kinderen van Rose en Nathaniel Campbell. Zijn vader, een geschiedenisfanaat, noemde Michael naar de revolutionaire Che Guevara.
Che groeide op in de Lower East Side van Manhattan. Hij studeerde af aan de Fiorello H. LaGuardia High School of Music & Art and Performing Arts.

### Carrière

#### Begin enSaturday Night Live
Che begon in 2009 met stand-upcomedy en gaf regelmatig meerdere optredens per avond. In 2012 verscheen Che op de Late Show met David Letterman. In 2013 noemde Variety Che een van de "10 Comics to Watch". Rolling Stone noemde Che een van "The 50 Funniest People".
Che begon in 2013 bij Saturday Night Live als schrijver, eerst als gastschrijver en kort daarna als vaste schrijver. Op 28 april 2014 werd aangekondigd dat Che in juni als correspondent bij The Daily Show zou beginnen. Che maakte zijn debuut op het scherm als correspondent voor de Daily Show op 4 juni. Hoewel hij in slechts negen segmenten verscheen tijdens zijn korte tijd bij de show, werd hij geprezen door TV Guide voor zijn werk. Zijn kenmerkende stuk voor de Daily Show was "Race / Off: Live From Somewhere", een satirisch commentaar op de Ferguson-protesten in 2014. In dit segment "rapporteerde" Che vanaf verschillende locaties (met frequente achtergrondveranderingen tot stand gebracht via chromakey), op zoek naar een plek waar een zwarte man niet zou worden lastiggevallen door politieagenten. De schets eindigde met Che die in de ruimte zweefde.
Op 11 september 2014 werd aangekondigd dat Che de positie van Cecily Strong als medepresentator van Weekend Update voor het 40e seizoen van SNL zou overnemen, waarbij hij het segment samen met Colin Jost zou presenteren. Che is de eerste Afro-Amerikaanse medepresentator van Weekend Update. Tijdens zijn eerste twee seizoenen organiseerde Che voornamelijk Weekend Update en verscheen hij zelden in sketches. Tijdens zijn derde seizoen werd Che gepromoveerd tot de hoofdrolbezetting. In december 2017 werd Che benoemd tot co-hoofdschrijver van Saturday Night Live. Megh Wright van Vulture.com complimenteerde de grappen van Weekend Update, waar Che grappen schrijft die Jost moet bezorgen.

#### Andere optredens
In 2014 verscheen Che in de film Top Five, als een van de vrienden van het personage van Chris Rock.
Op 17 september 2018 presenteerde Che samen met Colin Jost de Emmy Awards. Che en Jost verschenen ook in de aflevering van 4 maart 2019 van WWE's Monday Night Raw, waar beiden werden aangekondigd als speciale correspondenten voor WrestleMania 35. Het paar raakte betrokken bij een verhaallijn met worstelaar Braun Strowman, wat er uiteindelijk toe leidde dat Che en Jost deelnemers werden aan de André the Giant Memorial Battle Royal in WrestleMania.

## Filmografie

### Film
| Jaar | Film               | Rol           |
| ---- | ------------------ | ------------- |
| 2013 | Casse-tête chinois | voorbijganger |
| 2014 | Lyle               | Threes        |
| 2014 | Top Five           | Paul          |

### Televisie
| Jaar       | Serie                                       | Rol                 | Opmerkingen                        |
| ---------- | ------------------------------------------- | ------------------- | ---------------------------------- |
| 2012       | John Oliver's New York Stand-Up Show        | zichzelf            | aflevering: "3.5"                  |
| 2013-heden | Saturday Night Live                         | zelf, verschillende | ook hoofdschrijver                 |
| 2014       | The Half Hour                               | zichzelf            | stand-up-voorstelling              |
| 2014       | The Daily Show                              | zichzelf            | 9 afleveringen                     |
| 2016       | Michael Che Matters                         | zichzelf            | stand-up-voorstelling              |
| 2017       | Saturday Night Live Weekend Update Thursday | zichzelf            | 3 afleveringen; ook hoofdschrijver |
| 2018       | 70e Primetime Emmy Awards                   | zelf (gastheer)     | uitreiking                         |
| 2019       | Sesam Straat                                | zichzelf            | gast                               |
| 2019       | WWE Raw                                     | zichzelf            | speciale gast (2 afleveringen)     |
| 2019       | WrestleMania 35                             | zichzelf            | speciale gast                      |

## Prijzen en onderscheidingen
| Jaar | Prijs                                                                         | Genomineerd werk                            | Resultaat   |
| ---- | ----------------------------------------------------------------------------- | ------------------------------------------- | ----------- |
| 2015 | Writers Guild of America Award for Comedy / Variety (inclusief talk) - Series | Saturday Night Live                         | Genomineerd |
| 2016 | Writers Guild of America Award for Comedy / Variety - Sketch Series           | Saturday Night Live                         | Genomineerd |
| 2016 | Primetime Emmy Award voor uitmuntend schrijven voor een variété-serie         | Saturday Night Live                         | Genomineerd |
| 2017 | Writers Guild of America Award for Comedy / Variety - Sketch Series           | Saturday Night Live                         | Gewonnen    |
| 2017 | Primetime Emmy Award voor uitmuntend schrijven voor een variété-serie         | Saturday Night Live                         | Genomineerd |
| 2018 | Writers Guild of America Award for Comedy / Variety - Sketch Series           | Saturday Night Live                         | Gewonnen    |
| 2018 | Writers Guild of America Award for Comedy / Variety - Sketch Series           | Saturday Night Live Weekend Update Thursday | Genomineerd |
| 2018 | Primetime Emmy Award voor uitmuntend schrijven voor een variété-serie         | Saturday Night Live                         | Genomineerd |
| 2019 | Writers Guild of America Award for Comedy / Variety - Sketch Series           | Saturday Night Live                         | Genomineerd |
| 2019 | Primetime Emmy Award voor uitmuntend schrijven voor een variété-serie         | Saturday Night Live                         | Genomineerd |
| 2020 | Writers Guild of America Award for Comedy / Variety - Sketch Series           | Saturday Night Live                         | Genomineerd |